# Hochbahnviadukt Gorzów Wielkopolski
Das Hochbahnviadukt in Gorzów Wielkopolski ist ein Viadukt der Bahnstrecke Tczew–Küstrin-Kietz Grenze (ehemalige Preußische Ostbahn) in Gorzów Wielkopolski (Landsberg an der Warthe) in der polnischen Woiwodschaft Lebus. Das Viadukt längs der Warta ist das längste technische Denkmal in Polen.

## Geschichte
Zwischen 1856 und 1859 wurde in Landsberg die eingleisige Eisenbahnstrecke der Preußischen Ostbahn fertiggestellt, die sich an die Verbindung Berlin-Königsberg anschloss. Im Zeitraum von 1905 bis 1914 wurde eine zweigleisige Strecke gebaut, die innerhalb der Stadt über ein 1300 Meter langes Eisenbahnviadukt geführt wurde.
Mitte 2018 war die gesamte Strecke zwischen den Bahnhöfen Gorzów Wielkopolski und Gorzów Wielkopolski Wschodni sowie der zugehörige Bahnhofsteil Gorzów Wielkopolski wegen Komplettinstandsetzung gesperrt.

## Technische Angaben
Der Bau besteht aus etwa 70 auf Stahlbetonpfeilern ruhenden Tonnengewölben. Diese sind nach außen verputzt oder mit Ziegelsteinen verkleidet. Zur architektonischen Ausschmückung gehören Konsolgesimse und die Rustizierung einiger Pfeiler. Das Bahnviadukt ist auf ganzer Länge mit einem Metallgeländer versehen, das in seiner Ornamentierung klassizistische Motive aufgreift.